# Tipografia REAL
Tipografia REAL este unul din principalii furnizori de formulare financiar-contabile și tipărituri comerciale din România.
Face parte din Grupul de firme REAL ce include încă cinci companii cu activități în domeniul dezvoltărilor imobiliare, de management, de soft și amenajări interioare.
Cifra de afaceri în 2006: 6 milioane euro